# Tráfico de órganos
El tráfico de órganos es una práctica ilegal que consiste en la extracción o retirada de órganos humanos con fines comerciales, usualmente para realizar trasplantes. Se trata de una actividad que se considera ilegal en gran parte del mundo y acerca de la cual no circula demasiada información real en comparación con supuestos, por lo que a menudo resultan objeto de leyendas urbanas. En las últimas décadas, defensores de los derechos humanos han denunciado casos de presunto tráfico de órganos, sobre todo en países usualmente inestables políticamente, con regímenes autoritarios o con poca seguridad jurídica, como China, India, Mozambique o los países de Europa oriental que antiguamente formaban parte de Yugoslavia y de la Unión Soviética.
De acuerdo a la Organización Mundial de la Salud (OMS), el tráfico de órganos ocurre cuando los órganos son removidos del cuerpo bajo el propósito de realizar transacciones comerciales y se ha establecido que «el pago por órganos supone tomar una ventaja injusta sobre los grupos más pobres y vulnerables, socavando la donación altruista y conduciendo a la especulación y la trata de personas». A pesar de las ordenanzas contra el comercio de órganos, se ha estimado que en el año 2005 el 5% de todos los receptores de órganos habían participado en trasplantes de órganos comercializados. Las investigaciones indican que el comercio ilegal de órganos va en aumento, con un informe reciente de Global Financial Integrity que estima que el comercio ilegal de órganos genera ganancias entre $ 600 millones y $ 1.2 mil millones de dólares por año, con un lapso en muchos países.
Si bien se trata de una práctica habitual y tradicionalmente unida y rechazada en casi todo el mundo, su estatus legal, sin embargo, está tendiendo a cambiar alrededor del mundo; por ejemplo, Australia y Singapur han empezado a permitir desde el 2013 la compensación económica a cambio de órganos para donantes de órganos vivos.

## Estatus legal
Si bien se trata de una práctica habitual y tradicionalmente punida y rechazada en casi todo el mundo, su estatus legal, sin embargo puede terminar tendiendo a cambiar en el mundo; por ejemplo, Australia y Singapur empezado a permitir desde el 2013 la compensación económica a cambio de órganos para donantes de órganos vivos con organizaciones de defensa de personas con nefropatía en ambos países expresando su apoyo a esta nueva iniciativa.
Antes de eso, Irán era el único país que permitía la compra-venta legal de órganos. Sin embargo, impone restricciones en su comercialización con el fin de limitar el turismo de trasplantes, razón por la que dicha práctica está permitida y orientada exclusivamente al mercado interno; ciudadanos extranjeros no tienen permitido comercializar con ciudadanos iraníes y la compra-venta de órganos solo puede efectuarse entre personas de una misma nacionalidad. El sistema se basa principalmente en la caridad y el voluntariado, y aquellos a quienes se les asignan donantes y pacientes coincidentes no son remunerados por su trabajo.
Los defensores del comercio de órganos legalizado han aclamado al sistema iraní como un ejemplo de un modelo de comercio de órganos eficaz y seguro. Un artículo en el Clinical Journal de la American Society of Nephrology señala que el modelo iraní ha evitado muchos problemas asociados con el comercio de órganos. Sin embargo, el artículo señala que cualquier otra solución intentada en otros países en desarrollo no ha logrado ni siquiera frenar el crecimiento continuo de listas de espera de trasplantes de órganos.
Todas las demás naciones tienen alguna forma de legislación destinada a prevenir el comercio ilegal de órganos, ya sea mediante una prohibición total o mediante una legislación que limita cómo y quién puede hacer las donaciones. Muchos países, incluidos Bélgica y Francia, utilizan un sistema de consentimiento presunto para aumentar la cantidad de órganos legales disponibles para trasplante.
En los Estados Unidos, la ley federal prohíbe la venta de órganos; sin embargo, el gobierno ha creado iniciativas para alentar la donación de órganos y para compensar a quienes donan libremente sus órganos. En 2004, el estado de Wisconsin comenzó a proporcionar deducciones fiscales a los donantes vivos. En todo el mundo, la tendencia en la actualidad es hacia una mayor regulación del comercio de órganos.
En 2014, Robert D. Truog, del Centro de Bioética del Departamento de Salud Global y Medicina Social de la Facultad de Medicina de Harvard, escribió una carta abierta al presidente estadounidense Barack Obama y otros líderes estadounidenses apoyando la creación de proyectos piloto para estudiar formas de compensación de donantes vivos de riñón. Un número de profesionales de la salud, profesionales de trasplantes, especialistas en ética, abogados, líderes religiosos, académicos y otros partidarios firmaron conjuntamente la carta. En la carta, y en un artículo anterior publicado en el New England Journal of Medicine, Truog aborda la necesidad urgente de donantes adicionales de riñón; los bajos riesgos de seguridad del procedimiento de trasplante; la disminución significativa en los costos financieros, la morbilidad y las tasas de mortalidad asociadas con los trasplantes de riñón; y la capacidad de implementar un sistema de donación renal compensada con estrictas regulaciones gubernamentales y salvaguardias éticas.
El comercio legal de donación de sangre en los Estados Unidos produce más donaciones que el sistema de donación no compensado en el Reino Unido de Gran Bretaña. Décadas atrás, las preocupaciones sobre la calidad de la sangre u órganos comercializados fueron la principal causa en contra del comercio legal de órganos y sangre. Sin embargo, los partidarios del comercio de órganos argumentan que la tecnología de detección es ahora lo suficientemente eficiente como para garantizar la seguridad de los órganos comercializados. Debido a la escasez de órganos, muchos órganos trasplantados se extraen de los cadáveres de personas mayores o enfermas, lo que a veces ha llevado a que los órganos fallen o contengan cánceres. Sin embargo, esperar a un órgano "mejor" puede ser peligroso, ya que los que quedan en la lista de espera corren un alto riesgo de muerte.
El bioético Gregory Pence expresó su preocupación por la intensa presión social que los familiares, amigos o empleados a menudo sienten por donar a un paciente. Según informes, algunos centros de trasplante resuelven este problema "inventando" una excusa médica para los donantes reacios. La compensación monetaria se ha sugerido como una solución, ya que la disponibilidad de más órganos disminuiría la presión sobre los amigos y la familia para donar.
Antes de 2008, la venta de órganos era legal en Filipinas, y el país era un destino popular para el turismo de trasplantes. La Agencia de Información de Filipinas, una rama del gobierno, incluso promovió paquetes de trasplante de riñón "todo incluido" que se vendieron por aproximadamente $ 25 000.
El gobierno prohibió la venta de órganos a partir de marzo de 2008. Desde que la prohibición entró en vigencia, el número de trasplantes disminuyó de 1046 en 2007 a 511 en 2010. El profesor Roger Lee Mendoza ha sugerido que la disminución del número de turistas de trasplantes y la venta documentada de órganos sirve para fortalecer los mercados negros de órganos. Dice que a menudo, prohibir las ventas de órganos fomenta los sistemas contractuales basados en compensaciones entre donantes, intermediarios y compradores del bajo mundo.

## El tráfico de órganos como leyenda urbana
Desde al menos comienzos de los años 90 circulan en múltiples versiones leyendas urbanas cuyo tema es el robo de órganos. En su versión más común, su protagonista es una persona que se despierta en la habitación de un hotel, en una bañera llena de hielo. Comprende que alguien le ha drogado, y encuentra una nota en la que se la informa de que se le ha extraído algún órgano (por ejemplo, los riñones o el hígado) y se le aconseja que llame al servicio de urgencias para que vengan a buscarlo.
El folclorista estadounidense Jan Harold Brunvand, especialista en leyendas urbanas, afirma en su libro The Baby Train que escuchó por primera vez la leyenda en 1991. En las primeras versiones que circularon, unos amigos descubrían a la víctima tendida en la cama ensangrentada de un hotel o en el suelo de una habitación, o apoyada en la pared de un edificio. Solo al acudir a urgencias averiguaban la verdad. Hacia 1995, la historia mutó: la víctima despertaba sola en una bañera llena de hielo, con una nota de sus verdugos: «si quieres vivir, llama al 911» (teléfono de Urgencias). La víctima era ahora un hombre de negocios, y el lugar de los hechos solía ser Las Vegas. En 1997, la historia se difundió a través de Internet con una cadena de correos electrónicos. La localización cambió a Nueva Orleans y Houston, entre otras ciudades. El rumor cobró tanta fuerza que el 30 de enero de 1997 el Departamento de Policía de Nueva Orleans tuvo que lanzar una página web para desmentirlo.
En España, las versiones que circulan suelen tener como protagonista a un adolescente que realiza un viaje de estudios a Estados Unidos. En algún garito, liga con una mujer fascinante y se separa de sus amigos. Tras una noche de excesos, despierta al día siguiente en una bañera llena de hielo. Sus compañeros y profesores lo llevan al hospital, donde descubren que le han extirpado un riñón.

### Origen
En la década de 1970, se introdujeron productos farmacéuticos que evitan el rechazo de órganos. Esto, junto con la falta de regulación médica, ayudó a fomentar el mercado de órganos. Los procedimientos de donantes vivos incluyen trasplantes de riñón, hígado, córnea y pulmón. La mayor parte del comercio de órganos implica trasplantes de riñón o hígado.
Según Barbara Mikkelson, los elementos fundamentales de la historia pueden proceder de un caso real: en 1988, un ciudadano turco vendió uno de sus riñones y se desplazó al Reino Unido, donde le fue extraída la víscera. De vuelta a su país, denunció los hechos, alegando que había acudido engañado, sin saber lo que iba a sucederle. Según su versión, unos hombres de negocios le ofrecieron un puesto de trabajo en Inglaterra. Al llegar al país, le dijeron que le llevaban a un hotel, pero en realidad lo condujeron a un hospital. Allí le drogaron y le extrajeron el riñón. En abril de 1991 se emitió un episodio de la serie de televisión Ley y orden titulado "Sonata para órgano solista", quizá inspirado en la noticia de 1988, cuya trama se centraba en el robo de un riñón. Según Mikkelson, la leyenda urbana pudo surgir de este episodio. En realidad, el tratamiento cinematográfico del tema se remonta a finales de los años 70, cuando se estrena la película estadounidense Coma (1978), dirigida por Michael Crichton y protagonizada por Michael Douglas, adaptación de la novela homónima de Robin Cook (1977). La película presenta a un grupo de cirujanos maléficos que extraen órganos a pacientes comatosos para venderlos en el mercado negro.
Por otra parte, los testimonios de la leyenda recogidos por Vicent-Campon en Hispanoamérica son anteriores al caso aducido por Mikkelson: el más antiguo se remonta al año 1987, en Honduras. Además, una recopilación publicada en 1989 en Perú, Pishtacos: de verdugos a sacaojos, muestra la continuidad entre la leyenda urbana sobre tráfico de órganos y relatos tradicionales muy anteriores sobre los pishtacos, hombres blancos que raptaban indígenas para degollarlos y sacarles la grasa corporal. Esta se enviaba luego a España, donde se empleaba en la fabricación de campanas, la preparación de ungüentos medicinales y la lubricación de maquinaria. A partir de 1987, los rumores sobre pishtacos reaparecen en Ayacucho, la zona de Perú más castigada por el terrorismo de Sendero Luminoso. Los pishtacos serían ahora gringos que matan niños y jóvenes para extraerles la grasa, con la que el gobierno amortizaría la copiosa deuda externa del país. En 1989, el rumor aparece, transformado, en Lima: los atacantes se llaman Sacaojos, pues extraen los ojos de los niños y trafican con ellos.
En España se encuentra una figura similar al pishtaco en el Sacamantecas, que supuestamente robaba niños para extraerles las mantecas (la grasa corporal), que se utilizaban para aliviar las dolencias de los nobles. José Manuel Pedrosa vincula esta leyenda con la creencia antiquísima en el vampirismo y los llamados «crímenes médicos», casos en que, supuestamente, unos delincuentes raptan a niños o jóvenes para extraerles su sangre o su grasa corporal. En España, los rumores de este tipo cuentan con al menos tres siglos de vigencia. En el siglo XX, autores como Ramón Gómez de la Serna, Gerald Brenan, Alfonso Sastre, Manuel Vicent y Bernardo Atxaga les dieron un tratamiento literario o documental.
Otros argumentos relacionados con la seguridad incluyen:
El presunto bajo riesgo de la donación de riñón, al igual que ocurre con algunas cirugías estéticas como la liposucción.
La presunción de que, en promedio, los donantes de riñón vivos seleccionados viven más tiempo que las personas con dos riñones.
La presunción de que en mercados de órganos legalizados, tanto el donante como el receptor tendrían más protecciones que las que tendrían en el mercado negro.
La idea de expandir el riñón restante del donante para llenar el espacio dejado por el riñón donado basados en que un segundo riñón casi no tiene beneficios, ya que los riñones generalmente fallan simultáneamente.
Que un riñón recibido de un donante vivo generalmente dura más que un riñón recibido de un donante muerto.
En el mercado negro, los donantes pueden no obtener suficiente atención postoperatoria.

## Precios de órganos
En los mercados legales de Irán, el precio de un riñón oscila entre $ 2000 y $ 4000 dólares. En el mercado negro, sin embargo, el precio puede estar por encima de $ 160 000, la mayoría de los cuales es tomado por intermediarios. Además, cuando se realiza a través de proveedores médicos afiliados al mercado negro, la operación de trasplante resulta peligrosa tanto para el donante como para el que recibe el órgano, este último pudiendo contraer enfermedades como hepatitis o VIH. El precio típico pagado a los donantes en el mercado negro se estima en alrededor de $ 5000, pero algunos donantes reciben tan solo $ 1000.
En Pakistán, los gastos de viaje y hospital de alrededor de $ 500 generalmente se deducen del precio acordado después de los trasplantes de riñón del mercado negro.

## Tráfico ilegal de órganos en el mundo

### India
Antes de la aprobación de la Ley de Trasplante de Órganos Humanos (THOA) en 1994, la India tenía un extenso mercado legal de comercialización de órganos dado que esta práctica no estaba regulada por la ley y por ende no se encontraba prohibida. Los bajos costos y la alta disponibilidad generaron negocios en todo el mundo y convirtieron a India en uno de los centros de trasplante de riñón más grandes del mundo. Sin embargo, varios problemas comenzaron a surgir. En algunos casos, los pacientes no sabían que un trasplante de riñón se llevó a cabo. En otros casos, a los pacientes se les prometieron pagos mucho más altos de lo que realmente recibieron. Estas y otras cuestiones éticas empujaron al gobierno indio a aprobar una legislación que prohíbe la venta de órganos. Sin embargo, las leyes actuales todavía contienen vacíos legales. Por ejemplo, el THOA establece que un donante de órganos debe ser un pariente, cónyuge o donante individual por razones de "afecto" para el receptor. A menudo, las declaraciones de "afecto" son infundados y el donante de órganos no tiene conexión con el receptor. En muchos casos, el donante puede no ser indio o incluso hablar el mismo idioma que el receptor.
El enorme mercado de órganos, antes legal, no decreció y trasladó esta práctica a la clandestinidad. En el país apareció como práctica común los agentes o brokers de operaciones de compra-venta de órganos, sobre todo riñones orientados a ciudadanos extranjeros.

### Bangladés
Si bien Bangladés es un país islámico y en el Islam existen severas prohibiciones y tabúes en relación con la mutilación corporal y los trasplantes de órganos, en el país proliferan los negocios con intermediarios al igual que en la vecina India y, de hecho, existe un prolífico mercado ilegal de órganos entre ambas naciones.
El antropólogo bangla-estadounidense Monir Moniruzzaman de la Universidad Estatal de Míchigan, Estados Unidos, publicó en Medical Anthropology Quarterly una investigación realizada durante 15 meses sobre el mercado negro de órganos existente en el país islámico, afirmando que "el servicio de trasplantes satisface las necesidades de menos del uno por ciento de la población, la minoría adinerada mientras que la mayoría de los bangladesíes mueren en silencio, sabiendo que podrían haber salvado sus vidas a través de tecnología moderna." y describiendo cómo funciona el proceso de compra-venta de riñones.
Moniruzzaman entrevistó a 33 bangladesíes de bajas condiciones económicas (Todos menos uno de los vendedores que entrevistó Moniruzzaman eran musulmanes) que decidieron vender sus riñones, muchos de los cuales inicialmente ni siquiera sabían qué era un riñón. Cargados de deudas, estos vendedores fueron atraídos por los clasificados de periódicos que implican una recompensa para aquellos dispuestos a donar. En su investigación, Moniruzzaman recolectó más de 1000 clasificados en periódicos populares solicitando órganos y haciendo ofertas imposibles como ciudadanía en un país extranjero.
En Bangladés, el tráfico de órganos es ilegal, pero Moniruzzaman encuentra que sucede casi públicamente. Todos los anuncios clasificados implican intercambios de efectivo, pero nunca exclamándolo de forma explícita. En un momento de su trabajo de campo, incluso se enfrentó a un nefrólogo que tenía una donación de riñón anclado en el vestíbulo de su oficina. "Le pregunté a los principales nefrólogos: 'Estos anuncios están en todas partes. ¿Por qué los funcionarios estatales no toman una posición e intervienen?' Y me dijeron: 'La donación está sucediendo, pero no es comprar y vender'.
Para atrapar a los posibles vendedores, los intermediarios de órganos les dicen que tienen dos riñones, pero uno de ellos está "durmiendo" en el cuerpo. Durante la operación, los médicos "despiertan" este riñón inactivo y retiran el anterior para la donación. En esta visión, el segundo riñón es solo equipaje, una reserva de efectivo enterrada en la espalda baja. Además, a los vendedores se les dice que su segundo riñón no les sirve si falla el primero, lo que tranquiliza los pensamientos de "¿y si necesito ese segundo riñón en el futuro?" También se les dice que la cirugía es completamente segura.
Después de que acepten donar, los vendedores son sometidos a una prueba de tejido y si hay una coincidencia, el corredor ofrecerá al vendedor una suma alrededor de $ 1.150 donde en la mayoría de los casos, los vendedores reciben sumas más bajas. Los intermediarios de órganos suman tarifas adicionales para viajes y otra logística, y los vendedores a veces solo hacen la mitad del monto inicial, e incluso entonces solo después de que se completa la cirugía.
Los corredores falsifican pasaportes y documentos legales para hacer parecer plausible que el vendedor esté donando a un familiar de sangre. En un caso, Moniruzzaman encontró a un vendedor hindú de 38 años que tuvo que circuncidarse para donar a un receptor musulmán. La circuncisión se realizó de forma cruda y solo con anestesia local. La mayoría de los vendedores con los que habló Moniruzzaman fueron llevados a la India para la cirugía, y al llegar se les confiscaron sus pasaportes para que no pudieran irse. "Un caso que encontré [era] un estudiante universitario de 23 años", dice. "Fue a la India y se dio cuenta de que estaba cometiendo un error. Así que quería regresar sin darles el riñón. El agente contrató a dos matones (indios) y básicamente lo golpearon y lo obligaron a ir a la sala de operaciones. "
Cuando regresaron a sus vidas diarias, los vendedores de riñones informaron que sus condiciones económicas se deterioraron, a pesar de la pequeña afluencia de efectivo. Solo dos de los 33 vendedores usaron el dinero de manera responsable. Otros se vieron perjudicados por la experiencia y se encontraron incapaces de realizar el trabajo manual al que estaban acostumbrados.

### China
En la República Popular de China el gobierno nacional lleva a cabo desde la década de 1960 uno de los programas más amplios de trasplantes en el mundo, no obstante se ha probado que no cumple con los requisitos de la OMS de transparencia y trazabilidad sobre el origen y la obtención de los órganos. El programa gubernamental de trasplantes atrajo la atención de medios internacionales en los años 1980 y sobre todo los años 1990 debido a preocupaciones éticas sobre la acusaciones de extracción de órganos de cadáveres de criminales ejecutados para ser utilizados en trasplantes. Se ha denunciado y probado que habitualmente se extraen órganos de reos condenados a muerte con o sin su consentimiento e incluso sin su conocimiento mediante el uso de poderosos anestésicos, lo cual supone un problema legal y jurídico para el poder ejecutivo chino siendo que la ley china encuentra como ilegal la donación involuntaria de órganos. Si bien se especula que esta práctica se venía sosteniendo durante las dos décadas anteriores, el uso por parte del gobierno de los órganos de los criminales recibió un limitado estatus legal cuando en 1984 se legalizó la extracción de órganos de criminales convictos con el consentimiento de la familia o si el cadáver no era reclamado, y que si bien se trata de una norma provisional a más de 30 años aún no ha sido derogada. La creciente preocupación sobre los posibles abusos éticos derivados del consentimiento bajo coerción y la corrupción imperante llevó a grupos médicos y organizaciones pro-derechos humanos a condenar esta práctica desde la década de 1990. Estas preocupaciones resurgieron en 2001, cuando The Washington Post informó que un médico chino solicitante de asilo manifestó haber participado en operaciones de extracción de órganos.
En 2006 hubo denuncias de sustracción de órganos a practicantes vivos de la disciplina espiritual Falun Gong, las cuales concluyeron en la redacción de un informe compilado por el ex secretario de Estado canadiense David Kilgour y el abogado de derechos humanos David Matas. Según el periodista e investigador Ethan Gutmann, durante el periodo de los años 2000 a 2008, cerca de 65.000 practicantes de Falun Gong y entre 2.000 y 4.000 uigures, tibetanos o cristianos en clandestinidad, todos grupos minoritarios y opositores al régimen chino, fueron asesinados por sus órganos. El disidente chino Harry Wu y la Laogai Research Foundation acusan al gobierno chino de promover acusaciones y condenas espurias con miras a mantener un mercado próspero de tráfico de órganos. Un informe de Michael E. Parmly apoya estas denuncias, precisando que los órganos de los condenados van a parar a personas adineradas de China y el extranjero. La ONG Human Rights Watch asegura que se obliga a los presos a firmar las autorizaciones. Portavoces del gobierno chino han admitido que en los hospitales del país se utilizan órganos procedentes de condenados a muerte, pero afirman que solo en unos pocos casos y siempre con el consentimiento expreso de los presos. El 6 de abril de 2007, el gobierno chino aprobó una ley que prohíbe el tráfico de órganos y establece como requisito indispensable para la extracción que el donante ceda voluntariamente sus órganos. Esta ley sin embargo no recoge las donaciones por casos como la "muerte cerebral", circunstancia idónea para este tipo de trasplantes.
En 2007, China emitió leyes que prohibían el tráfico de órganos, mientras que la Asociación Médica China acordó que los órganos de los prisioneros no debían ser usados para trasplantes, excepto para miembros de su familia inmediata. En 2008, se estableció en Shanghái un sistema de registro de trasplantes hepáticos, junto con una propuesta a nivel nacional para incorporar información en los permisos de conducir para aquellos que desearan donar sus órganos. A pesar de estas iniciativas, China Daily informó en agosto de 2009 que aproximadamente 65% de los órganos trasplantados todavía provenía de prisioneros ejecutados. Los presos condenados habían sido descrito como «una fuente no apropiada para trasplantes de órganos» por el viceministro de salud Huang Jiefu y, en marzo de 2010, anunció la prueba del primer esquema de donación de órganos póstumo, gestionado en conjunto por la Sociedad de la Cruz Roja y el Ministerio de Salud de China, en diez regiones piloto. Dicho esquema de donación, conocido como Sistema de Respuesta de Trasplante de Órganos de China (COTRS), no incluye información sobre el origen de los órganos. Si bien no se han revelado cifras exactas, las autoridades chinas no han negado la práctica de extraer los órganos de prisioneros ejecutados y han tomado medidas para abordar las preocupaciones internacionales con respecto a la dependencia del Estado de prisioneros ejecutados para la donación de órganos y al comercio ilegal de estos órganos que, en 2005, reconocieron había ocurrido; sin embargo, han negado constantemente las acusaciones de extirpación de órganos de practicantes vivos de Falun Gong.
La Organización Mundial de la Salud y la Sociedad del Trasplante (TTS) estipulan que "el uso de prisioneros en cualquier país que tenga pena de muerte viola los estándares éticos médicos dado que los prisioneros no pueden dar su libre consentimiento". El hecho de que la pena de muerte es aplicada en China continental ha supuesto que su sistema de trasplante de órganos sea puesto en duda por muchos expertos de la sociedad médica. Las 6 inspecciones a hospitales en China en 2015, realizadas por organismos internacionales, fueron programadas de antemano y ninguna de las visitas autorizadas se realizó en un centro de trasplante en activo. En junio de 2016, un nuevo informe elaborado por los investigadores David Kilgour, David Matas y Ethan Gutmann desveló que el número de órganos que se trasplantan al año en China se situaría entre los 60.000 y 100.000, números muy lejanos a los 10 000 que sostiene el régimen chino. Esta discrepancia en el número de trasplantes anuales "se compone por órganos de presos ejecutados, muchos de ellos presos de conciencia encerrados por sus creencias religiosas o políticas." Expertos en trasplante afirman que las prácticas de extracción forzada de órganos no han cesado en la actualidad a pesar de las promesas dadas por China desde 2014.
La situación denunciada en China guarda una similitud sorprendente con un relato de 1967 del escritor de ciencia ficción Larry Niven, titulado The Jig-Saw Man (El rompecabezas humano). Niven presenta un futuro en el que a los condenados a muerte se les obliga a donar todos sus órganos, compensando así la deuda contraída con la sociedad. La demanda creciente de órganos lleva a los legisladores a extender la pena de muerte a cada vez más supuestos.

### Otras denuncias
Entre 1987 y 2008 la prensa se ha hecho eco de numerosas denuncias e investigaciones sobre tráfico de órganos.
- Entre 1987 y 1989, aparecieron en la prensa latinoamericana numerosos artículos que denunciaban el robo de niños para extraerles órganos (como ojos y riñones) que eran enviados al extranjero para implantárselos a niños de familias acomodadas. El primer país en que se produjo la denuncia fue Honduras (1987). Posteriormente, el rumor se extendió a Costa Rica, México, Haití y Venezuela.[69] La antropóloga Véronique Campion-Vicent, que estudió estas denuncias, considera que forman parte de una campaña orquestada por la izquierda contra los Estados Unidos, que aparecen generalmente como beneficiario de los órganos supuestamente robados. Según esta antropóloga, el tratamiento periodístico de estas acusaciones sigue un patrón: se recogen las acusaciones, pero no el desmentido que suele seguirlas. Nunca se presentan pruebas tangibles, porque de hecho no las hay.[70]
- En 1992, la policía mexicana inició una investigación sobre una presunta red de tráfico de órganos extraídos a niños, con destino a pacientes estadounidenses.[71] Posteriormente, se ha especulado con la posibilidad de que detrás de los crímenes contra mujeres de Ciudad Juárez pudiera haber una mafia de tráfico de órganos.[72] Sin embargo, en 2003 la Procuraduría General de la República, tras investigar catorce casos, concluyó que las denuncias no tenían fundamento y que no había ninguna prueba de la existencia de una organización de este tipo.[73]
- La organización feminista RAWA ha denunciado que desde 1992, cuando la república socialista afgana fue destruida, los fundamentalistas religiosos, conocidos como muyahidines, se enriquecieron con el tráfico de órganos de pobres locales.[74]
- En 2005, una comisión de la Asamblea Parlamentaria del Consejo de Europa (PACE) certificó que se habían producido en Ucrania casos de secuestro de niños recién nacidos, presuntamente para utilizar sus órganos en trasplantes y como fuente de células madre.[75]
- En 2007, unas monjas españolas afirmaron tener pruebas de este tipo de tráfico en Mozambique, aunque no pudieron precisar si los órganos se destinaban a trasplantes o a rituales de magia negra.[76][77]
- También en 2007 Luc Noël, coordinador de procedimientos clínicos de la OMS, declaró que había un 'turismo del trasplante' que llevaba pacientes adinerados a países intermediarios, como Sudáfrica, Egipto y Pakistán, donde recibían órganos 'donados' a bajo precio.[78]
- En su libro de 2008 La caza: los criminales de guerra y yo Carla Del Ponte, fiscal del Tribunal Penal Internacional para la ex Yugoslavia, asegura que en 1999 la guerrilla del Ejército de Liberación de Kosovo traficó con órganos extraídos a cautivos serbios.[79]
- En mayo de 2008 el ministro del Interior argelino Noredin Yazid Zerhouni afirmó que niños argelinos y subsaharianos eran introducidos ilegalmente en Marruecos, donde se les extirpaban los órganos para venderlos en Europa.[80]
- En agosto de 2008, las autoridades de Jordania anunciaron que al menos treinta y cinco jordanos habían fallecido entre 2006 y 2008 tras vender sus riñones por 3.000 dinares (unos 2.700 euros) a mafias de traficantes de órganos que operaban, sobre todo, en Egipto y Pakistán.[81]

## En la cultura popular
- En la novela Coma (1977) de Robin Cook, una joven estudiante de medicina que al ingresar a trabajar en un hospital descubre una red de cirujanos que sedan para extraer los órganos de pacientes comatosos para venderlos en el mercado negro.
- La película estadounidense Coma (1978) es una adaptación cinematográfica de la novela homónima mencionada.
- En la película Minority Report (2002) de Steven Spielberg, ambientada en un futuro distópico, el personaje debe recurrir a un traficante de órganos para evitar ser capturado. Concretamente le pide que le haga un trasplante de ojos, dado que la policía puede identificar a las personas con la lectura del iris. En un momento de tensión de la película, cuando unas arañas mecánicas inspeccionan a diversos sospechosos, el personaje debe abrir un ojo antes del tiempo requerido para que la operación salga con éxito.
- En el videojuego Max Payne 3, Max se ve envuelto en una conspiración en la que una unidad de las fuerzas especiales brasileñas durante redadas sin motivo en las favelas arrestaban de forma no oficial a ciudadanos y pandilleros de las mismas para luego entregárselas a un grupo paramilitar de extrema derecha para que estos los asesinaran y pusieran sus órganos en circulación.
- En abril de 1991 se emitió un episodio de la serie de televisión Ley y orden titulado Sonata para órgano solista cuya trama se centraba en el robo de un riñón.
- En la serie de Netflix, El juego del calamar (2021), desde el capítulo 3 hasta el capítulo 5 de la primera temporada, un grupo de trabajadores enmascarados trabajaban en conjunto para extraer los órganos de los cadáveres de los jugadores eliminados para venderlos a compradores chinos, a espaldas de la organización que realiza los juegos.
- En la serie de Netflix, El juego del calamar (2024)en la segunda temporada muestran como los enmascarados planean que ciertos jugadores no muertos  a los cuales les disparaban en lugares en los que no dañen algún órgano y luego extraen los órganos para luego venderlos.